# Рикки-Тикки-Тави (мультфильм)
«Рикки-Тикки-Тави» — рисованный мультипликационный фильм 1965 года, экранизация одноимённой сказки Редьярда Киплинга режиссёра Александры Снежко-Блоцкой.

## Сюжет
Однажды во время грозы сильным потоком воды унесло из родного дома молодого мангуста. Он боролся со стихией сколько мог и, выбившись из сил, упал на плывущую по течению кочку. Эту кочку прибило к берегу недалеко от дома, где жил мальчик Абу. В отличие от оригинала, где человеческая семья принадлежит к белым британским колонистам в Индии, а мальчика зовут Тедди, в мультфильме люди — индийцы в традиционной одежде.
Рикки и Абу сразу подружились, и родители мальчика не стали мешать их дружбе. Осмотревшись в округе и познакомившись с местными обитателями, Рикки узнал, что в саду обитают опасные кобры — Наг и его жена Нагайна. Мангуст решает во что бы то ни стало защитить свой новый дом от змей.
Нагайна, узнав про мангуста, решила, что в его появлении в доме виноваты люди. Она подговорила Нага убить «большого человека» — отца Абу. Но Рикки подслушал их разговор, и когда Наг остался один, напал на него, чтобы убить. На шум схватки прибежал глава семейства и метким выстрелом из ружья прикончил Нага.
Убитая горем Нагайна решила отомстить за смерть мужа людям и мангусту. Она пробралась в дом, чтобы убить мальчика, но в это время Рикки отыскал змеиное гнездо, куда Нагайна закопала свои яйца. Разбив все яйца, кроме одного, мангуст прибежал к кобре. Нагайна обещала навсегда уйти отсюда, если Рикки отдаст ей последнее яйцо. Но мангуст решил навсегда покончить с семейством кобр и напал на Нагайну.
Сражение началось прямо в доме, и мужчина взялся за ружьё, но Нагайна, схватив яйцо, устремилась в свою нору. Мангуст последовал за ней, и дальше сражение происходило уже в норе. Когда всё затихло, Рикки-Тикки-Тави вылез из норы и сообщил всем, что Нагайна никогда уже не выйдет оттуда, а значит, он уже её убил.
Фильм заканчивается фразой Рикки: «Успокойтесь, змеи убиты! А если приползут — я ведь здесь!».

## Создатели
- Автор сценария — Лия Соломянская
- Режиссёр — Александра Снежко-Блоцкая
- Художник-постановщик — Макс Жеребчевский
- Композитор — Виталий Гевиксман
- Оператор — Екатерина Ризо
- Звукооператор — Борис Фильчиков
- Ассистенты — Эдуард Назаров, Н. Орлова
- Монтажёр — Нина Майорова
- Художники-мультипликаторы — Константин Чикин, Ольга Орлова, Светлана Жутовская, Елизавета Комова, Борис Чани, Владимир Крумин, Анатолий Солин, Виктор Арсентьев, Эльвира Маслова, Татьяна Таранович, Борис Бутаков, Галина Баринова, Вадим Долгих
- Художники-декораторы — Ирина Светлица, Пётр Коробаев, Вера Харитонова
- Роли озвучивали:
  - Клара Румянова — Рикки
  - Мария Виноградова — Дарзи, птица-портной (вокал — Маргарита Суворова)
  - Елена Понсова — Чуа, садовая крыса
  - Георгий Вицин — старый мангуст, отец Рикки
  - Анатолий Папанов — Наг
  - Серафима Бирман — Нагайна / Чучундра
  - Тамара Дмитриева — мальчик Абу / жена Дарзи
  - Капитолина Кузьмина — Джуния, мать Абу
  - Михаил Новохижин — отец Абу
- Редактор — Аркадий Снесарев
- Директор картины — Г. Кругликов

## Издания на видео
В 1980-е годы «Видеопрограмма Госкино СССР» начала выпускать мультфильм на видеокассетах в сборниках.
В начале 1990-х годов мультфильм выпущен на видеокассетах кинообъединением «Крупный план», позже в 1995—1999 годах — совместно с компанией «ВидеоМир» в сборнике.
В 1990-е годы на аудиокассетах изданием «Twic Lyrec» была выпущена аудиосказка по одноимённому мультфильму с текстами Александра Пожарова и Евгения Кондратьева.
Также в середине 1990-х Studio PRO Video выпустила на VHS в сборниках вместе с лучшими советскими мультфильмами «Серая Шейка», «Высокая горка» и «Золотая антилопа».
С середины 1990-х мультфильм выпущен на VHS в сборнике мультфильмов киностудии «Союзмультфильм» студией «Союз Видео». Производились по лицензии со звуком Hi-Fi Stereo и в системе PAL.
С середины 1990-х по 2000-е годы тот же сборник мультфильмов объединения «Крупный план» выпущен на компакт-дисках Video CD компанией Lizard.
Мультфильм входит в состав VHS и DVD сборника «Сказочные джунгли», выпущенного компанией «Союз» в 2003 году. В сборник вошли другие советские мультфильмы, экранизации сказок Киплинга — «Кот, который гулял сам по себе» и «Слонёнок», а также мультфильмы «Девочка в джунглях», «Самый, самый, самый, самый», «Обезьяна с острова Саругасима».
Характеристики диска:
- Тип диска — DVD-5
- Формат видео — 4:3 (1,33:1)
- Звуковые дорожки — русский Dolby Digital 2.0
- Региональный код — 5
- Упаковка — Амарей

Мультфильм «Рикки-Тикки-Тави» также входит в состав сборников мультфильмов «Золотая Коллекция Любимых Мультфильмов № 8» (2003), «Рикки-Тикки-Тави» (2005) и «Вот так тигр!» (2009), выпущенных киновидеообъединением «Крупный План» без реставрации изображения и звука.
Также DVD диск с этим мультфильмом прилагается к детской книжке «Рикки-Тикки-Тави», выпущенной издательством «Проф-Пресс» в 2009 году.